# HD 189733
HD 189733, de asemenea cunoscută ca V452, este o stea binară unui sistem binar aflată la aproximativ 63 de ani-lumină distanță în constelația Vulpea. Steaua primară este bănuită a fi o stea pitică portocalie, în timp ce steaua secundară este o stea pitică roșie. Având în vedere că acest sistem are aceeași magnitudine vizuală ca și HD 209458, speră mult pentru studierea exoplanetelor apropiate de tranzit. Steaua poate fi găsită cu binocluri la 0.3 grade est față de Nebuloasa Dumbbell.
Începând cu anul 2005, s-a confirmat faptul că o exoplanetă orbitează stelele primare din sistem.